# Anatol Vieru
Anatol Vieru (Iași, 8 giugno 1926 – Bucarest, 8 ottobre 1998) è stato un compositore e docente rumeno.

## Biografia
Nacque a Iasi in una famiglia ebraica, che durante la seconda guerra mondiale conobbe l'internamento nel ghetto, senza subire la deportazione. Vieru compì gli studi musicali al conservatorio di Bucarest tra il 1946 e il 1949 con Leon Klepper (composizione), Paul Constantinescu (armonia) e Constantin Silvestri (direzione d'orchestra), proseguendo la sua formazione a Mosca sotto la guida di Aram Chačaturjan. Nel 1986 fu insignito del Premio Herder. Era il padre del pianista, scrittore e matematico Andrei Vieru. 

## Stile
Vieru fece propri i più vari orientamenti stilistici del XX secolo. Se nella prima fase creativa l'autore risentì della forte influenza del folklore romeno, in seguito assimilò nel proprio linguaggio le nuove tendenze della musica europea. Tuttavia egli respinse l'etichetta di artista d'avanguardia:
"rifiuto di essere chiamato compositore d'avanguardia (talvolta sono davanti alla avanguardia e talvolta dietro ad essa)… Partendo dall'esempio neo-modale della giovane generazione di compositori romeni, ho sviluppato e costruito le microstrutture della mia musica…  La mia ambizione, nelle mie opere mature, è di generare musica complessa con un vocabolario limitato".
Il suo catalogo annovera sette sinfonie, opere liriche, concerti solistici (per pianoforte, violino, violoncello, clarinetto, flauto, chitarra), otto quartetti per archi e numerose composizioni da camera per le combinazioni strumentali più varie, pagine corali, vocali e colonne sonore.

## Opere
Opere liriche
- Iona, su soggetto di Marin Sorescu (1972–75)
- Praznicul calicilor (La festa dei mendicanti) soggetto di Mihail Sorbul (1978–80)
- Telegrame (Telegramma) operina da Ion Luca Caragiale (1983)
- Tema cu variatiuni (Tema e Variazioni), operina su soggetto di Ion Luca Caragiale, (1983)

Composizioni sinfoniche
- Sinfonia n.1 'Ode al Silenzio', (1967)
- Sinfonia n.2 (1973)
- Sinfonia n.3 'Terremoto' (1978)
- Sinfonia n.4 (1982)
- Sinfonia n.5, per coro e orchestra (1984–85)
- Sinfonia n.6 'Esodo' (1989)
- Sinfonia n.7 ' L'anno del sole muto' (1992–93)